# أليس راندال
أليس راندال (بالإنجليزية: Alice Randall) (4 مايو 1959، ديترويت في الولايات المتحدة)؛ كاتِبة، مؤلِّفة أغانٍ وروائية أمريكية. درست في جامعة هارفارد.

## روابط خارجية
- أليس راندال على موقع ميوزك برينز (الإنجليزية)